# Castiglione di Sicilia
Castiglione di Sicilia is een gemeente in de Italiaanse provincie Catania (regio Sicilië) en telt 3574 inwoners (31-12-2004). De oppervlakte bedraagt 120,5 km², de bevolkingsdichtheid is 30 inwoners per km².
De volgende frazioni maken deel uit van de gemeente: Gravà, Mitogio, Passopisciaro, Rovittello, Solicchiata, Vergella.
|  |

## Geografie
De gemeente ligt op ongeveer 621 m boven zeeniveau.
Castiglione di Sicilia grenst aan de volgende gemeenten: Adrano, Belpasso, Biancavilla, Bronte, Calatabiano, Francavilla di Sicilia (ME), Gaggi (ME), Graniti (ME), Linguaglossa, Maletto, Malvagna (ME), Mojo Alcantara (ME), Motta Camastra (ME), Nicolosi, Piedimonte Etneo, Randazzo, Roccella Valdemone (ME), Sant'Alfio, Taormina (ME), Zafferana Etnea.
Er is een 18 holesgolfbaan van Il Picciolo Golf Club. Hier werd in 2010 het Siciliaans Senior Open van de Europese Senior Tour gelanceerd.